# Ambatomanga (Antananarivo)
Pour les articles homonymes, voir Ambatomanga.
 (août 2011).
Si vous disposez d'ouvrages ou d'articles de référence ou si vous connaissez des sites web de qualité traitant du thème abordé ici, merci de compléter l'article en donnant les références utiles à sa vérifiabilité et en les liant à la section « Notes et références ».
Ambatomanga est un village de Madagascar situé à 50 km à l'est d'Antananarivo, la capitale. Il se trouve dans l'ancienne région du Manjakandriana (ou Vakiniadiana) en Imerina.

## Étymologie et toponymie
Le village porte le nom de l'immense rocher de granit qui le surplombe. Rocher ou roc se dit vato en malgache et bleu (couleur que suggère le granit) se dit manga, d'où Am-vato-manga qui signifie « Au-roc-bleu ».

## Histoire
Du temps des rois mérinas, Ambatomanga était par convention le village-frontière sur la route entre l'Imerina et le Bezanozano. Les étrangers devaient donc attendre dans ce village que le roi ou la reine veuille bien leur donner l'autorisation d'entrer en Imerina. Les très nombreux traitants étrangers, Juifs, Persans, Arabes et Gujaratis qui s'y retrouvaient, transformaient le village en marché et rendaient le  commerce très prospère. Cette activité n'existe plus aujourd'hui car le village est désormais à l'écart de la route nationale. 
Ambatomanga est également une station missionnaire protestante depuis le milieu du XIXe siècle, date à laquelle les missionnaires Jones et Jeffreys de la London Missionary Society y ont débuté leurs activités en implantant une école. Un collège et un lycée ont été fondés à Ambatomanga au XXe siècle par la Mission protestante française (MPF), ce qui a fait du village un grand centre de formation intellectuel pour les habitants du Vakiniadiana.
Dans le tombeau qui trône au sommet du rocher sont notamment inhumés : 
- le géneral Ravalontsalama (lignée royale des Alasora) et son épouse la princesse Rafanjava (d'Antsahadita par Rabodozafimanjaka) ;
- leur fils aîné Rahandraha, ainsi que le fils et petit-fils de celui-ci ;
- leur fils cadet le prince Andrianaivo Razo (a) et son épouse, la princesse Raseheno (b),nièce de Ramoma, la reine Ranavalona II ;
- la princesse Razafindrazaka, fille de (a) et (b), épouse du prince Ramahatra puis du prince Ratsimamanga qui fut fusillé par les français, et enfin de Rabe Joseph ;
- deux des filles de la princesse Razafindrazaka et quelques-uns de ses petits-enfants.

Le tombeau reste entièrement familial.

## Société
La région du Vakiniadiana est réputée pour sa population industrieuse et dure à la tâche. La majorité des habitants est paysanne et les deux principales activités sont la riziculture et l'élevage de vaches laitières. Cette dernière activité a valu à la zone le nom de « région des laitiers » en Imerina. Certains villageois possèdent encore la maîtrise de la fabrication de fromages transmise par les missionnaires français et proposent une gamme très variée de produits. On y trouve également de nombreux ateliers artisanaux : fabricants de rabane ou forgerons du fer. 
La religion, comme pour tous les habitants de Madagascar se partage entre le manisme-animisme (culte des morts et des idoles) et le christianisme, avec une majorité de protestants, du fait de la plus longue présence de cette religion. Le village possède une église catholique et un temple protestant. 
Les coutumes paysannes sont encore préservées. Les hommes portent majoritairement le malabary et le chapeau de paille et les femmes le lamba.

## Architecture
Les traditions architecturales du XIXe siècle sont conservées : maisons hautes à un étage, lavarangana, toits en tuiles (noircies par la suie). Le temple protestant du village est classé monument historique international.

## Tourisme

### Itinéraire

Ambatomanga

L'itinéraire à suivre pour rejoindre le village d'Ambatomanga se fait à partir d'Antananarivo, en prenant la route nationale en direction de Toamasina (est) jusqu'au PK 16 au niveau de la station d'essence à Ambohimalaza. On prend à droite une route en pavés pendant 9 km jusqu'à la gare d'Anjeva, puis une plaque routière indique la direction d'Ambatomanga à 12 km (en passant par Alarobia anciennement marché d'Alarobia-Ambatomanga).

### Lieux touristiques
- Le rocher bleu : haut de 50 mètres, il domine le village. Il est couvert d'une végétation d'aloès abritant le tombeau familial du général Ravalontsalama et de son épouse, la princesse Rafanjava. Ce site se prête à la varappe, aux randonnées pédestres ou en VTT, ainsi qu'au parapente. Il existe une grotte à flanc de colline.
- Le lac sacré : situé au pied du rocher bleu, le lac d'Amparihibe est aussi appelé le lac sacré.
- Le village d'Antamenaka (1 km au sud d'Ambatomanga) abrite de champs de jatropha, dont l'huile serait source d'agro-carburant, et des rizières. Selon les anciens du village, l'appellation Antamenaka lui fut attribuée par le roi Andrianampoinimerina : la recherche de plantes médicinales Voatamenaka lui aurait permis de guérir ses maux de ventre.
- Plantation de Jatropha curcas : une plantation expérimentale de jatropha curcas en haute terre, initiée par Jacquelin Rananjason, un industriel en agro-carburant originaire d'Antamenaka, surplombe la colline du village en face de la grande colline d'Ambohitantely. Les étudiants en agronomie de l'université d'Antananarivo, ainsi que des ONG engagées dans le développement des énergies renouvelables, s'y rendent dans le but d'études expérimentales.
- Habitat de Vazimbas : certaines grottes de la colline d'Antampinimahalana (sud du village Antamenaka) sont devenues leur habitat. Selon les paysans, une trace des Vazimbas (premiers habitants de l'île rouge) a été repérée dans des grottes  à Antsahakely au sud du village d'Antamenaka.

### Spécialités
Fromages produits à Ambatomanga :
- fromage « Fivatsy » ;
- plusieurs variétés de fromages de bonne qualité sont fabriquées par les paysans d'Ambatomanga et les coopératives. Deux fromageries augmentent sans cesse la quantité de lait collectée en proposant aux éleveurs de faire couvrir leur vache par un taureau de race pie-rouge norvégienne.